# Eleições legislativas portuguesas de 1915
As eleições legislativas portuguesas de 1915 foram realizadas no dia 13 de junho, sendo eleitos os 163 deputados da Câmara dos Deputados e 69 senadores do Senado. Os deputados foram eleitos em círculos com listas plurinominais e uninominais. Foram as primeiras eleições gerais na vigência da Constituição de 1911.
O novo parlamento iniciou a sessão em 2 de novembro de 1915 e manteve-se em funções até à sua dissolução em 6 de dezembro de 1917, na sequência do golpe de Estado de Sidónio Pais.

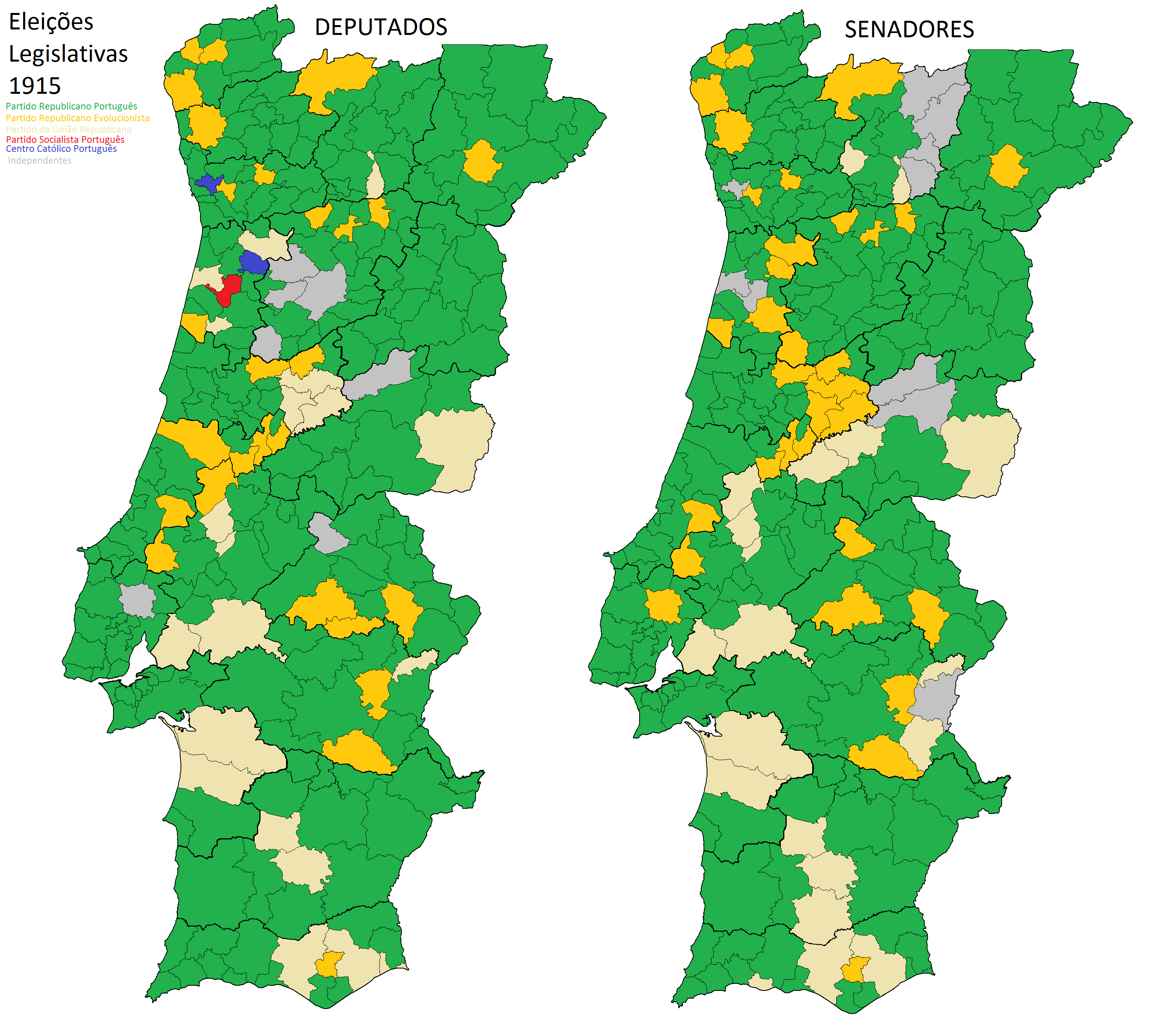
Partido mais votado por concelho de Portugal Continental

## Resultados

### Senadores
| 45                  | 11                | 9                                 | 3                               | 1                         |
| Partido Democrático | Partido Unionista | Partido Republicano Evolucionista | Outros partidos e Independentes | Centro Católico Português |

### Deputados
| 106                 | 26                                | 15                | 13                              | 2                            | 1                         |
| Partido Democrático | Partido Republicano Evolucionista | Partido Unionista | Outros partidos e Independentes | Partido Socialista Português | Centro Católico Português |

## Tabela de Resultados
| Partido                 | Partido                           | Votos   | %     | +/-               | Deputados         | +/-               | Senadores         | +/-               |
| ----------------------- | --------------------------------- | ------- | ----- | ----------------- | ----------------- | ----------------- | ----------------- | ----------------- |
|                         | Partido Democrático               | 176 939 | 63,0  | 19,0              | 106 / 163         | 38                | 45 / 69           | 21                |
|                         | Partido Republicano Evolucionista | 62 845  | 22,0  | 5,0               | 26 / 163          | 15                | 9 / 69            | 7                 |
|                         | Partido Unionista                 | 41 865  | 15,0  | 9,0               | 15 / 163          | 21                | 11 / 69           | 7                 |
|                         | Outros partidos e Independentes   | 17 698  | -     | -                 | 13 / 163          | 7                 | 3 / 69            | 3                 |
|                         | Partido Socialista Português      | 5 141   | 7,0   | -                 | 2 / 163           | Estável           | 0 / 69            | 2                 |
|                         | Centro Católico Português         | 11 463  | 4,0   | Novo              | 1 / 163           | Novo              | 1 / 69            | Novo              |
| Total                   | Total                             | 282 387 | 100   |                   | 163               | 10                | 69                | 2                 |
| Eleitorado/Participação | Eleitorado/Participação           | 471 557 | 59,9  | 21,1              |                   |                   |                   |                   |
| Fonte                   | Fonte                             | Fonte   | Fonte | [ 1 ] [ 2 ] [ 3 ] | [ 1 ] [ 2 ] [ 3 ] | [ 1 ] [ 2 ] [ 3 ] | [ 1 ] [ 2 ] [ 3 ] | [ 1 ] [ 2 ] [ 3 ] |

- Nota 1: O número de votantes em cada partido, mencionados na tabela, incluem Portugal continental, Açores e Madeira e exclui-se as colónias portuguesas.
- Nota 2: Na tabela, no que diz respeito ao número total de eleitores registados, assim como o número de votantes, só se inclui Portugal continental.